# Розов, Валерий Владимирович
Вале́рий Влади́мирович Ро́зов (26 декабря 1964, Горький, СССР — 11 ноября 2017, Ама-Даблам, Непал) — советский и российский альпинист. Мастер спорта СССР, Заслуженный мастер спорта по парашютному спорту, скайсёрфер и бейсджампер.
Дважды чемпион мира по парашютному спорту (1999, 2003), победитель Чемпионата Европы и победитель Кубка Мира (2002), чемпион X-games по скайсерфингу (1998), чемпион России по альпинизму (2002 и 2004), рекордсмен мира по парашютному спорту (400-way групповая акробатика и 100-way вингсьют). Организатор и исполнитель многих уникальных бейс-проектов в самых различных местах на всех континентах планеты.

## Биография
Родился 26 декабря 1964 года.
В 1982 году начал заниматься альпинизмом. Совершил более 50 восхождений 5-й и 6-й категорий, совершил восхождения на классических сложных маршрутах в районах Кавказа, Фанских гор, Аксу и Каравшина. Участник и призёр чемпионатов СССР в 1989—1991 годов в техническом классе по формуле: максимальное количество восхождений в течение двух недель.
Выпускник факультета микроприборов и технической кибернетики Московского института электронной техники 1988 года.
С 1994 по 1996 год Розов — участник проекта «Семь вершин», в рамках которого совершил восхождения на Эльбрус (5642 м), Монблан (Европа, 4810 м), Аконкагуа (Южная Америка, 6960 м), Килиманджаро (Африка, 5895 м), пик Пирамида Карстенса (Океания, Папуа-Новая Гвинея, 5040 м).
Победитель чемпионата России 2002 и 2004 годов по альпинизму. В 2000 году организовал компанию «Русский Экстремальный Проект».
С 2002 по 2003 год являлся автором и ведущим телевизионной передачи об экстремальных видах спорта, путешествиях и приключениях под названием «Мои сумасшедшие друзья» на телеканале ТВС.
В 2009 году облачённый в костюм-крыло, он впервые в истории совершил прыжок с парашютом в активную воронку в кратере действующего вулкана Мутновский, расположенного на Камчатке.
В 2010 году в экспедиции в Антарктиду совершил прыжок с горы Ульветанна, в 2012 году — в индийских Гималаях прыжок с Шивлинга (6540 м), а в 2013 году состоялся новый мировой рекорд по высоте бейс-прыжка — 7220 метров с горы Чангзе, массив Джомолунгмы.
В 2015 году совершил первый в истории бейс-прыжок с самой высокой вершины Африки, вулкана Кибо (5895 м), массив Килиманджаро.

## Самый высокий бейс-прыжок в мире
25 октября 2016 года установил мировой рекорд, совершив самый высокий в мире бейс-прыжок с Чо-Ойю, шестого по высоте восьмитысячника в мире. Точка прыжка составила 7700 м над уровнем моря. Он провёл в свободном падении 90 секунд и закончил прыжок на леднике, на высоте 6000 метров. Перед совершением прыжка Розов самостоятельно поднялся на гору: это восхождение длилось три недели. Эта экспедиция Розова была одной из самых малочисленных из-за сложностей с поиском финансирования и логистикой. Компанию Розову составил только фотограф Ника Лебанидзе. Уже на месте Розов и Лебанидзе наняли двух шерпов для помощи в перемещении грузов и провешивании веревочных перил. Несколько лет до этого этап приземления (поиск удобной площадки, обозначение, координация) обеспечивал Сергей Краско, который не смог отправиться на Чо-Ойю. Его роль взял Сергей Ларин из клуба «Семь вершин», который параллельно с экспедицией Розова вел группу на вершину. Экспедиция Ларина к моменту прыжка Розова уже закончилась и Сергей обеспечивал организацию приземления для бейсджампера.

## Происшествия
26 июля 2008 года попал в авиакатастрофу на Кавказе. При залёте на Кюкюртлю с целью дальнейшего прыжка на парашютах вместе с Александром Абрамовым, Андреем Волковым, Сергеем Лариным, Алексеем Овчинниковым и Сергеем Фирсовым разбился на вертолёте на высоте около 5000 метров.

## Гибель
Погиб 11 ноября 2017 года в Непале в результате прыжка на крыле с горы Ама-Даблам в Гималаях. Причиной гибели послужил резкий порыв встречного ветра 30 метрами ниже точки прыжка. Тело искали в течение суток; оно было найдено в трещине.
В интернет-дневнике данной экспедиции «Ама-Даблам 2017. Хроники экспедиции горного клуба» сообщается, что:
Розов совершил один прыжок с высоты шесть тысяч метров, после чего снова поднялся на гору, чтобы совершить ещё один прыжок, который оказался для спортсмена последним. Об этом рассказал по спутниковому телефону руководитель экспедиции Сергей Ковалёв.
Наталья Розова писала, что Розов не собирался прыгать второй раз, но поднялся на гору за компанию вместе со вторым бейсджампером экспедиции — Жаном Ноэлем Ицштейном. Погода была идеальная для прыжка, и Розов решил прыгнуть второй раз.
Похоронен 17 ноября 2017 года в Зеленограде, на Центральном городском кладбище в Восточной коммунальной зоне, участок 57.

## Семья
Жена Наталия и трое сыновей: Андрей (1989 года рождения), Александр (1996 года рождения), Алексей (2009 года рождения).